# Обыкновенная черёмуховая тля
Обыкновенная черёмуховая тля (лат. Rhopalosiphum padi) — многоядный вид тли из семейства настоящие тли (Aphididae). Наибольший ущерб приносит озимой и яровой пшенице, озимому и яровому ячменю, ржи, овсу, кукурузе, сорго.